# حكاية المدن الثلاث
حكايات المدن الثلاثة هو مسلسل عراقي درامي عرض في 1997.

## طاقم العمل
- عبد القادر الحلبي
- تمارا محمود
- إيناس طالب
- سعدية الزيدي
- عادل عباس